# Kazuki Anzai
Kazuki Anzai (安在 和樹 Anzai Kazuki?, nacido el 7 de agosto de 1994 en Tokio) es un reconocido futbolista japonés.

## Trayectoria

### Clubes
| Club                         | País  | Año         |
| ---------------------------- | ----- | ----------- |
| Tokyo Verdy                  | Japón | 2013 - 2017 |
| Sagan Tosu                   | Japón | 2018 -      |
| Renofa Yamaguchi FC (cedido) | Japón | 2020        |

## Estadística de carrera

### J. League
| Club        | Año   | J. League | J. League | Copa J. League | Copa J. League | Total | Total |
| Club        | Año   | Part.     | Goles     | Part.          | Goles          | Part. | Goles |
| ----------- | ----- | --------- | --------- | -------------- | -------------- | ----- | ----- |
| Tokyo Verdy | 2013  | 1         | 0         | -              | -              | 1     | 0     |
| Tokyo Verdy | 2014  | 38        | 1         | -              | -              | 38    | 1     |
| Tokyo Verdy | 2015  | 33        | 3         | -              | -              | 33    | 3     |
| Tokyo Verdy | 2016  | 35        | 0         | -              | -              | 35    | 0     |
| Tokyo Verdy | 2017  | 37        | 3         | -              | -              | 37    | 3     |
| Total       | Total | 144       | 7         | 0              | 0              | 144   | 7     |